# After Dark Horrorfest
After Dark Horrorfest (Conocido como "8 Films to Die For") es un Festival anual de Cine de Horror en el que participan ocho películas de cine independiente de Horror, todas las películas son distribuidas por After Dark Films en los EE. UU. El primer HorrorFest se celebró en el 2006.

## HorrorFest 4
El After Dark's HorrorFest del 2010 estuvo programado desde el 29 de enero al 4 de febrero de 2010. 

### Películas
Las ocho películas proyectadas durante el transcurso del Horrorfest fueron:
Dread
Dread, Un estudiante de filosofía obsesionado con sus propias pesadillas, conduce una serie de experimentos en gente para observar sus reacciones a lo que teme la mayoría, pero pronto descubre que estos experimentos le conducirán otra vez a sus peores pesadillas.
The Final
Un grupo de marginados de una escuela decide vengarse de los estudiantes que los atormentan
The Graves
Megan y Abby son dos inseparables hermanas que deciden hacer un viaje a una zona inexplorada de Arizona, en busca de una mítica ciudad minera abandonada. Cuando parece que han encontrado la ciudad, algo maligno aparece en la superficie
Kill Theory
Un grupo de amigos recién graduados deciden juntarse en la casa de los padres de uno de los muchachos, una gran propiedad en las afueras. Hacia la noche, luego de algunos tragos, un psicópata se introduce en el lugar y asesina brutalmente a una de las muchachas, comenzando de esta manera un juego macabro de supervivencia.
Lake Mungo
Una chica de dieciséis años muere ahogada en un trágico accidente. Cuando su cuerpo es recuperado, su familia comenzará a sufrir una serie de inexplicables eventos alrededor de su casa. Aterrados, buscarán la ayuda de un parapsicólogo que descubrirá que la chica tenía un secreto: una doble vida. Una serie de pistas les conducirán al Lago Mungo, donde el pasado de la joven emergerá ante ellos.
The Reeds
Seis amigos veinteañeros realizan un viaje durante un fin de semana en bote por las aguas de Norfolk Broads. Pronto todo se torcerá cuando pierdan el rumbo. Las posibilidades de escapar y las esperanzas de supervivencia disminuyen a medida que unas fuerzas inexplicables aterrorizan a los perdidos generando el pánico en el grupo.
Hidden
Kai Knutsen consiguió escapar de su demenciada madre a través de los bosques hace más de 20 años. Ahora, la mujer que él odió más que a nada en el mundo ha muerto, y él ha heredado su casa en el bosque. Lo que no sabe es que su antiguo hogar esconde un secreto más cruel de lo que jamás haya podido llegado a imaginar.
ZMD: Zombies of Mass Destruction
Frida, una joven norteamericana de ascendencia iraní, regresa a Port Gamble (una pequeña población isleña) para ayudar a su padre a abrir su nuevo restaurante. También Tom Hunt, un broker de Wall Street, regresa a su pueblo natal con su novio Lance, para confesar a su madre, por fin, su condición sexual. Al mismo tiempo en que las vidas de Frida, Tom y Lance están a punto de dar un paso adelante, Port Gamble se enfrenta a su mayor desafío: un virus zombi que acaba de desatarse.

### HorrorFest 4 DVD estrenos
4 DVD fueron estrenados el 23 de marzo de 2010.

## HorrorFest III
El After Dark's HorrorFest del 2009 estuvo programado desde el 9 de enero al 15 de enero de 2009. 

### Películas
Las ocho películas proyectadas durante el transcurso del Horrorfest fueron:
Autopsy
Un grupo de chicos se aventura al interior de un espeluznante hospital. Una joven intenta encontrar a su novio herido en un bizarro y peligroso hospital.
The Broken
En las abarrotadas calles de Londres, Gina piensa que ella se ve conduciendo más allá de su propio coche. Atontada por el extraño hecho, Gina sigue a una misteriosa mujer hasta su apartamento. A partir de aquí, los acontecimientos van a tomar un giro inesperado, pues la mujer es totalmente idéntica a ella... la realidad se tornará pesadilla.
The Butterfly Effect 3: Revelations
Un hombre joven descubre que ha heredado los poderes del "efecto mariposa" e intenta resolver la misteriosa muerte de su novia en el instituto. Usando su extraordinaria habilidad, descubrirá la existencia de un depravado asesino en serie.
Dying Breed
Cuatro personas están realizando una investigación acerca del tigre de Tasmania cuando se convertirán en las víctimas de los descendientes de una tribu caníbal.
From Within
Los habitantes de una ciudad norteamericana empiezan a suicidarse sin motivo aparente.
Perkins' 14
Robert Perkins se convirtió con tan sólo seis años de edad, en una persona mentalmente inestable cuando sus padres fueron brutalmente asesinados en su hogar. Esto le provocó una psicosis que le hace pensar que los asesinos volverán un día a asesinarle a él también. Al cumplir 34, Perkins secuestra a 14 personas de su pueblo natal y les lava el cerebro creando un ejército de asesinos psicópatas.
Slaughter
Una joven busca escapar de su abusiva vida, trasladándose a la granja de su familia, cerca de Atlanta. Por desgracia, se entera de que allí se han cometido varios asesinatos y secuestros.
Someone Behind You|Voices
La película está basada en el cómic del dibujante Kang Gyung-Ok, donde se presenta a un interesante trio: Jina, que es una estudiante de instituto cuya familia está maldita quien se ve implicada en una serie de asesinatos; su novio obsesionado por protegerla a toda costa y otro joven que parece también estar implicado en los asesinatos. También conocida como 'Someone Behind You'.
After Dark Films producirá y distribuirá and Slaughter and Perkins' 14, siendo estas películas las primeras que la compañía ha producido y estrenado como parte de 8 Films to Die For.

### Miss HorrorFest 2008
Las audiciones para Miss Horrorfest 2008 tuvieron lugar entre el 15 de septiembre y el 17 de octubre. Hubo audiciones en línea a través de Youtube, también el 6 de octubre en Sherman Oaks, California. El 31 de octubre fueron anunciadas las 8 semifinalistas: X-Actra, Princess Agoniya, Shelly Martinez, Saffron Sinclaire, Dracula's Girls, Demon, Vic Tim, y Bella Vamp. Tres semanas más tarde fueron elegidas las 4 finalistas: Vanessa Rosa|Demon, Princess Agoniya, Vic Tim, and Saffron Sinclaire. El 13 de diciembre, Vic Tim (aka Kelly Marchand) fue proclamada como la tercera Miss Horrorfest.

### HorrorFest III DVD estrenos
Los DVD fueron estrenados el 31 de marzo de 2009. 

## HorrorFest II 2007
El After Dark's HorrorFest de 2007 estuvo programado desde el 17 de noviembre hasta el 19 de noviembre.

### Películas
Las ocho películas proyectadas durante el transcurso del Horrorfest fueron:
Borderland
Un grupo de amigos se dirigen hacia México en busca de mujeres y fiesta. Pero lo que encontarán es una organización satánica que se dedica a violar y mutilar salvajemente a mujeres, en su culto por el sacrificio humano.
Crazy Eights
Seis amigos se juntan después de 20 años en el entierro de un amigo en común de la infancia. Un descubrimiento en la casa del amigo fallecido, revela el mapa de una cápsula que enterraron hace muchos años para un día desenterrarla. Cuando la abren, desconcertados encuentran los restos de un niño descompuesto en su interior.
The Deaths of Ian Stone
Nos cuenta la extraña historia de un individuo americano que es asesinado un día tras otro, y vuelve a la vida para experimentar el horror de ser asesinado una y otra vez.
Lake Dead
Tres atractivas hermanas se enteran de que su desaparecido abuelo ha muerto, y que éste les ha dejado una herencia, por lo que deciden visitar la vieja casa de él junto a unos amigos. Pronto, descubren que la casa no está vacía, siendo habitada por una familia de psicópatas.
Mulberry Street
Una infección mortal explota en Manhattan la cual convierte a los seres humanos en criaturas con forma de ratas, sedientas de sangre. Seis personas desahuciadas deben sobrevivir atrapadas en un edificio.
Nightmare Man
Tras recibir una misteriosa máscara demoníaca procedente de África, Ellen Morris sufre de extrañas visiones. Su marido, William, cree que está paranoica y la llevará a una clínica mental para que le examinen. De camino a la clínica el coche se queda sin gasolina en un apartado lugar.
Tooth and Nail
Un grupo de jóvenes personas deberán luchar por sobrevivir frente a una banda de caníbales viciosos en un mundo post-apolalíptico.
Unearthed
Después de un accidente en una carretera en un pequeño pueblo de Nuevo México, la gente empieza a desaparecer y los animales y naturaleza comienza a morir. El sheriff hace las investigaciones hasta descubrir que el culpable es una criatura que tendrán que eliminar para sobrevivir.
Frontière(s)
Las elecciones francesas se resuelven entre un partido conservador y otro de extrema derecha. Los suburbios han estallado en protestas y un grupo de jóvenes han decidido aprovechar el tumulto para perpetrar un robo. Un hostal aislado parece ser el refugio perfecto, pero sus problemas no han hecho más que empezar cuando descubran que sus propietarios son un grupo de degenerados neonazis.

### Miss HorrorFest 2007
Mistress Malice (aka Melissa Jones) fue elegida Miss HorrorFest 2007. En el 2008, se unió al reparto de The Butterfly Effect 3: Revelations, la cual participó en el Horrorfest III.

### HorrorFest 2007 DVD estrenos
DVD de las 8 las ocho películas fueron estrenados el 18 de marzo de 2008.

## HorrorFest 2006
El After Dark's HorrorFest de 2006 estuvo programado desde el 9 de noviembre hasta el 11 de noviembre de 2006.

### Películas
Las ocho películas proyectadas durante el transcurso del Horrorfest fueron:
The Abandoned
Tras el fallecimiento de su madre en extrañas circunstancias, Marie (Anastasia Hille) se ve obligada a regresar desde Estados Unidos a su país de origen en la Europa del Este. Al llegar, le comunican que su progenitora le ha dejado en herencia una granja situada en las montañas, lugar que se cree maldito y donde vivió recluida los últimos años antes de morir. Intrigada, Marie decidirá acercarse a la hacienda y echar un vistazo por su cuenta, ajena al horror que allí se esconde.. 
Tras la conclusión del Festival, esta película fue estrenada en cine el 23 de febrero de 2007, gracias a que fue denominada la favorita de los fanes.
Dark Ride
Un grupo de jóvenes estudiantes hacen un viaje por carretera y van a parar a un parque/museo abandonado llamado Asbury Park en New Jersey, donde serán atacados por un asesino.
The Gravedancers
Tres amigos, que intentan divertirse, profanan las tumbas de tres fantasmas poco amistosos.
The Hamiltons
Francis Hamilton vive junto con sus dos hermanos y hermana. Sus padres murieron hace un par de años y desde entonces han tenido que cuidarse de sí mismos. Pero la familia de Hamilton oculta un horrible secreto. Hay algo en el sótano, algo a lo que llaman Lenny, que se alimenta de cuerpos humanos, preferiblemente vivos.
Penny Dreadful
Una joven acude al psicólogo para explicarle la fobia terrible que tiene a los coches. De vuelta hacia su casa, siguiendo una terapia de su doctor, un acontecimiento la llevará a una situación en donde sus peores miedos se convierten en realidad.
Reencarnation
Treinta y cinco años atrás, un profesor de universidad mató a once personas en un hotel y lo grabó en vídeo. En la actualidad, un director de cine decide filmar una película sobre lo acontecido y para ello contrata a la reconocida actriz Sugiura Nagisa. Las pesadillas sobre lo ocurrido en el pasado serán sólo el inicio de una serie de inquietantes acontecimientos.
Unrest
La primera película que utiliza cadáveres auténticos. Mientras trabajan en un laboratorio con restos humanos, cuatro estudiantes de medicina no son conscientes de que están sobrepasando sus propios límites. Las disecciones y experimentos están llevándolos al filo de su estabilidad emocional. Uno de ellos comienza a ver imágenes de los cuerpos muertos. Y mientras se esfuerzan por mantener la ciencia a un nivel más alto que su propia cordura, cometen errores... y uno tras otro, los estudiantes comienzan a desaparecer.
Wicked Little Things
Karen se traslada a vivir junto con sus dos hijas a una casa en la montaña, herencia de la familia de su último marido, cerca de una mina donde a principios del siglo XX muchos niños fueron enterrados vivos.
Dos películas más fueron añadidas en esta edición del Horrorfest.
Hood of Horror|Snoop Dogg's Hood of Horror
Esta película fue clasificada en los Estados Unidos de América con la letra R de "restricted" por su ”violencia extrema y persuasiva, por su sexualidad, su brutal lenguaje y su estilo gore”. El rey del hip hop, Mr. Snoop Dogg, es nuestro maestro de ceremonias en tres historietas que suceden en una ciudad muy profunda. Tal como se comporten los personajes en vida, así será su existencia de ultratumba.
The Tripper
Un grupo de hippies que asisten a un concierto de rock se ponen a experimentar con una droga nueva sin saber que en el bosque les está acechando un asesino psicópata obsesionado con Ronald Reagan.

### Miss HorrorFest 2006
El concurso para la "portavoz oficial" de la serie de películas After Dark Films, fue anunciado en septiembre del 2006 en Youtube. Las participantes audicionaron tanto en línea como en persona en Los Ángeles y New York. Las 4 finalistas fueron chieko, msblackbetty, darkspidernyc e Ysabella Brave. La votación en internet terminó el 8 de noviembre de 2006. Msblackbetty fue elegida Miss HorrorFest 2006 el 18 de noviembre de 2006.

### HorrorFest 2006 DVD estrenos
7 de la lista original de las 8 películas del festival del 2006 fueron estrenadas en DVD el 27 de marzo de 2007. The Abandoned fue estrenada el 19 de junio de 2007. Hood of Horror|Snoop Dogg's Hood of Horror fue estrenada el 11 de septiembre de 2007, y The Tripper fue estrenada por la Fox Video el 23 de octubre de 2007.